# Rudolf Wagner
Rudolf Wagner (Plauen, 1871. április 2. – 1910. augusztus 18.) szász-osztrák válogatott labdarúgó, sportember.

## Pályafutása
Wagner 1871. április 2-án Plauenben, Szászországban született. Berlinben kadetiskolába járt, majd 1885-ben Londonba ment – ott fertőzte meg a „futballvírus”. Kalandvágya aztán Bécsbe repítette, ahol előbb a tornászok között tűnt ki, majd 1897 elején belépett a Vienna Cricket and Football-Clubba, amelynek - Max Johann Leuthe mellett - az első németajkú kitűnősége lett. Jól érezte magát Bécsben, de az egyik takarító társaságnál betöltött munkája a mi fővárosunkba vezényelte.
Itt csatlakozott a Budapesti Torna Clubhoz, s mindkét évben (1901 és 1902) játszott a bajnokcsapatban. „Wagner Rezsőt” magáénak tekintete a budapesti publikum is, ám a sokoldalú sportember, miután a BTC 1902 májusában 2:1-re kikapott a Challenge Kupa döntőjében a Cricketterektől, visszatért a bécsi csapatához. Ezt követően gyakran szerepelt már kapusként is, ő védett például az első budapesti magyar-osztrákon.
A jó úszónak, evezősnek, kerékpárosnak, sőt jégkorongozónak számító Wagner fiatalon.
1910. augusztus 18-án szívbénulásban halt meg. Emlékére az osztrák és a magyar válogatott megalapította a Wagner Kupát, amelyet végül 1914-ben a magyar csapat nyert meg.

## Sikerei, díjai
BTC
- Magyar bajnok: 1901

## Statisztika

### Mérkőzése az osztrák válogatottban
| Ausztria | Ausztria         | Ausztria                      | Ausztria     | Ausztria | Ausztria | Ausztria   | Ausztria | Ausztria |
| #        | Dátum            | Helyszín                      | Hazai        | Eredmény | Vendég   | Kiírás     | Gólok    | Esemény  |
| -------- | ---------------- | ----------------------------- | ------------ | -------- | -------- | ---------- | -------- | -------- |
| 1.       | 1903. június 11. | Budapest, Margitszigeti pálya | Magyarország | 3 – 2    | Ausztria | barátságos | -        |          |
|          | Összesen         |                               |              | 1        | mérkőzés |            | 0        | gól      |